# مؤسسة قضائية دولية

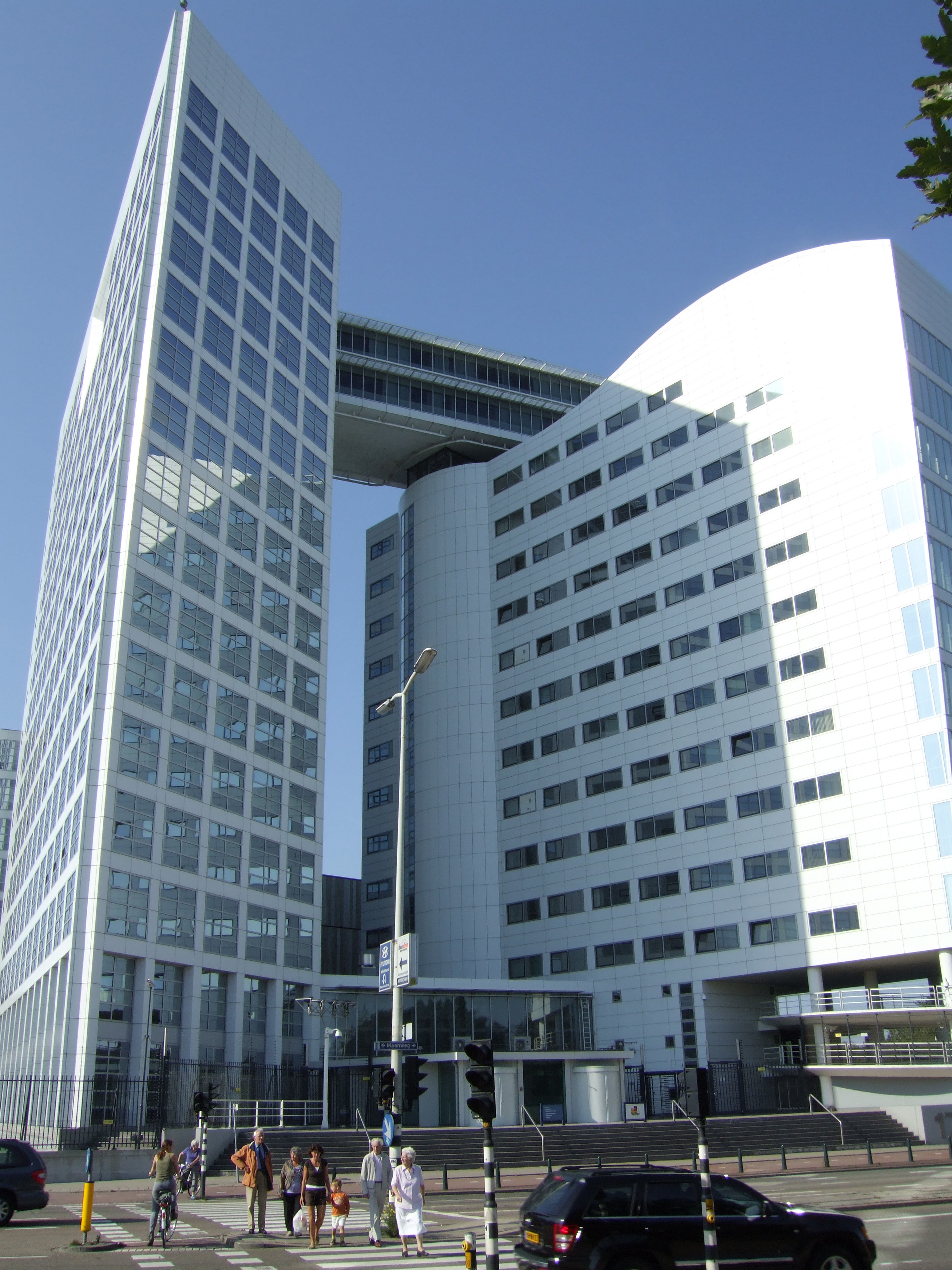
مبنى المحكمة الجنائية الدولية في لاهاي، هولندا

يمكن تقسيم المؤسسات القضائية الدولية إلى محاكم وهيئات تحكيم ومؤسسات شبه قضائية. فالمحاكم تعتبر هيئات دائمة تقوم على نفس التشكيل لكل قضية تقريبًا. وخلافًا لذلك فالهيئات التحكيمية تُشكّل مجددًا لكل قضية. ويمكن لكلٍ من المحاكم وهيئات التحكيم إصدار قرارات ملزمة. وخلافًا لذلك، فإن المؤسسات شبه القضائية تصدر أحكامًا بالقضايا إلا أن هذه الأحكام لا تعتبر ملزمة قانونًا بذاتها؛ والمثال الرئيسي آليات الشكاوى الفردية المتاحة في ظل مواثيق حقوق الإنسان المختلفة بالأمم المتحدة.
ويمكن تقسيم المؤسسات أيضًا إلى مؤسسات عالمية وإقليمية.
وتتضمن القائمة الموجودة بالأسفل كلًا من المؤسسات القائمة حاليًا والمتوقف نشاطها التي لم تعد قائمة، والمؤسسات التي لم توجد بعدُ مطلقًا لعدم التصديق على أعمالها التأسيسية، والمؤسسات التي لم توجد بعد إلا أنه تم الموافقة على أعمالها التأسيسية. ولا تتضمن المؤسسات المقترحة بذاتها والتي لم يوافق على أعمالها مطلقًا.

## المحاكم الدولية
- محكمة العدل الدولية
- المحكمة الدولية لقانون البحار
- المحكمة الجنائية الدولية ليوغسلافيا السابقة
- المحكمة الجنائية الدولية لرواندا
- المحكمة الجنائية الدولية
- محكمة نورنبيرغ (أوقف عملها)
- المحكمة العسكرية الدولية للشرق الأقصى (أوقف عملها)
- محكمة الغنائم الدولية (لم تؤسس)
- المحكمة الدائمة للعدل الدولي (أوقف عملها.  وحلت محلها محكمة العدل الدولية)

## هيئات التحكيم الدولية
- المحكمة الدائمة للتحكيم
- هيئة الاستئناف لمنظمة التجارة العالمية
- فرق تسوية المنازعات بمنظمة التجارة العالمية
- فرق تسوية المنازعات التابعة للنافتا
- المركز الدولي لتسوية المنازعات الاستشارية
- هيئة التحكيم الرياضية
- هيئة التحكيم والمصالحة التابعة لمنظمة الأمن والتعاون في أوروبا

## المؤسسات الدولية شبه القضائية
- لجنة حقوق الإنسان
- لجنة القضاء على التمييز العنصري
- لجنة القضاء على التمييز ضد المرأة
- لجنة الحقوق الاقتصادية والاجتماعية والثقافية
- لجنة حقوق الطفل
- لجنة مناهضة التعذيب
- لجنة العمال المهاجرين
- لجنة حقوق الأشخاص ذوي الإعاقة

## المؤسسات القضائية الإقليمية الإفريقية
- المحكمة الإفريقية لحقوق الإنسان والشعوب
- محكمة العدل التابعة للاتحاد الإفريقي (قيد الإنشاء)
- محكمة العدل التابعة للسوق المشتركة لشرق وجنوب إفريقيا
- محكمة العدل التابعة للمجموعة الاقتصادية لدول غرب إفريقيا
- محكمة العدل لدول شرق إفريقيا
- المحكمة التابعة للجماعة الإنمائية للجنوب الإفريقي

## المؤسسات القضائية التابعة لدول الأمريكيتين
- محكمة البلدان الأمريكية لحقوق الإنسان
- محكمة العدل لأمريكا الوسطى
- مجموعة دولة الأنديز#منظمة|محكمة عدل مجموعة دولة الأنديز
- محكمة العدل لدول الكاريبي
- المحكمة العليا لشرق الكاريبي

## المؤسسات القضائية الإقليمية الأوروبية
- محكمة العدل الأوروبية
- المحكمة العامة الأوروبية
- المحكمة الأوربية  لحقوق الإنسان
- محكمة العدل لدول اتفاقية التجارة الحرة الأوروبية
- محكمة العدل بنلوكس
- المحكمة الاقتصادية لدول الكومنولث المستقلة
- محكمة الطاقة النووية الأوروبية (معلقة)
- محكمة اتحاد أوروبا الغربية (موقوفة)
- المحكمة الأوروبية لشؤون حصانة الدول (معلقة)